# Augenoperation

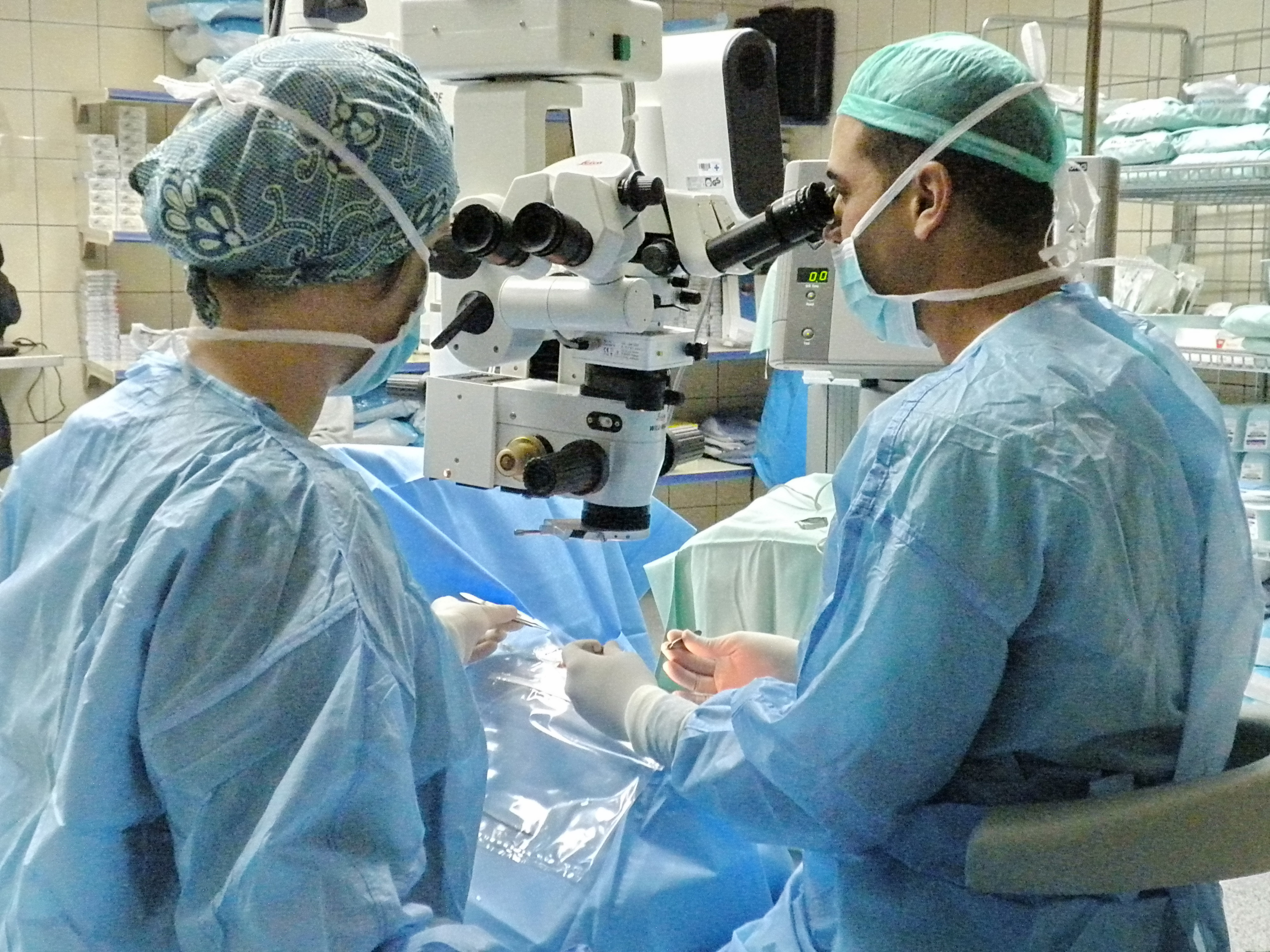
Augenoperation unter Verwendung eines OP-Mikroskops

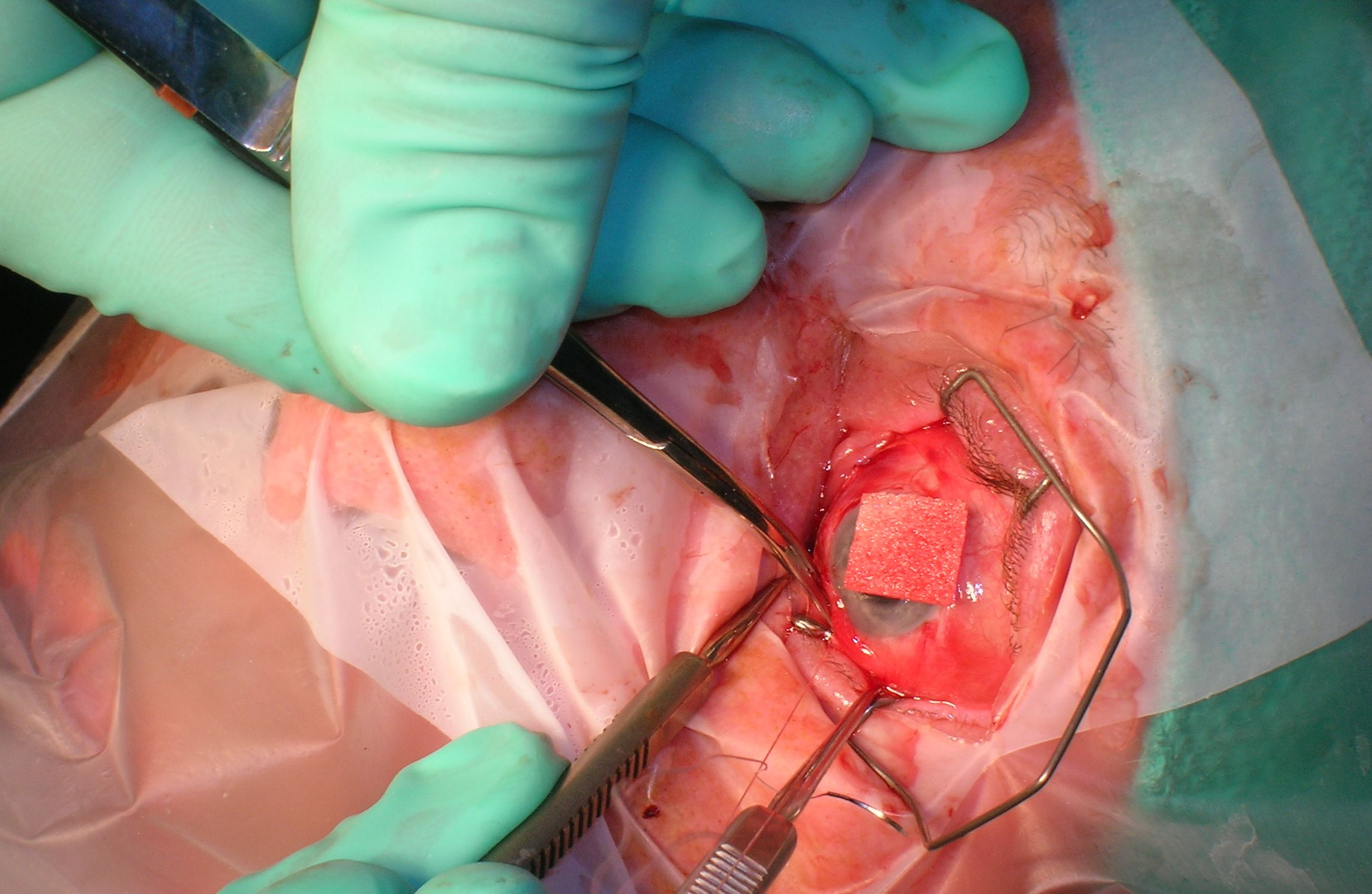
Schieloperation am linken Auge

Die Augenheilkunde kennt zahlreiche Operationsmethoden zur Behandlung organischer oder funktioneller Erkrankungen sowie zur Korrektur von Bewegungsstörungen und optischen Fehlsichtigkeiten des Auges. Jede dieser Methoden erfordert ihr eigenes Instrumentarium und ihre Vorgehensweise der Anästhesie, jedoch wird bei fast allen ein sogenannter Lidsperrer verwendet, der das Auge offen und das Operationsgebiet für den Operateur zugänglich hält.

## Katarakt-Operationen
Bei Operationen einer Katarakt (Grauer Star) wird die getrübte Augenlinse entfernt und meistens durch eine Kunstlinse ersetzt. Allgemein wird das operative Entfernen der Augenlinse auch als Lensektomie bezeichnet. Die Kataraktoperation zählt zu den am meisten durchgeführten chirurgischen Eingriffen überhaupt. Folgende Methoden werden angewandt:
Die intracapsuläre cataract extraction (ICCE) wird nur noch in Ausnahmefällen angewandt. Dabei wird die Linse einschließlich ihrer Kapsel entfernt. Eine Kunstlinse wird nicht eingesetzt (der Patient bekommt eine Starbrille) oder an der Iris (irisgestützt), im Kammerwinkel (als Vorderkammerlinse) positioniert oder als sog. sklerafixierte Linse an die Lederhaut vernäht.
Bei der  extrakapsulären Katarakt-Extraktion (ECCE) wird die Linsenkapsel am Ort belassen und die Kunstlinse im Kapselsack oder seltener vor der Kapsel (sulcusfixierte Linse) eingesetzt. Hierbei unterscheidet man zwischen der nur noch selten angewandten klassischen Methode einer manuellen Extraktion des Kernes (Entbindung) und der so genannten Phakoemulsifikation. Die Phakoemulsifikation ist die in Deutschland am häufigsten angewandte Technik. Die Linse wird dabei mit einem mit Ultraschallfrequenz vibrierenden Röhrchen zertrümmert und abgesaugt. Der Schnitt an der Hornhaut ist dadurch viel kleiner als bei der Entbindung und beträgt nur noch ca. 2 mm.
Die YAG-Laser Kapsulotomie ermöglicht die Behandlung des „Nachstars“, der bei ca. 20–30 % der Patienten nach einer Kataraktoperation auftreten kann. Dabei wird die durch Fibrose trübe Linsenkapsel eröffnet und die Trübung beseitigt.
In den letzten Jahren entwickelt sich die Femtosekundenlaser-Kataraktoperation zu einem schonenden und präzisen lasergestützten Operationsverfahren zur Behandlung der Katarakt.

## Glaukom-Operationen
Bei Operationen eines Glaukoms (Grüner Star) wird abhängig vom Typ der Erkrankung der Abfluss des Kammerwassers verbessert und dadurch der Augeninnendruck gesenkt. Folgende Methoden werden unter anderem angewandt:
Die Goniotomie oder Angulozision bezeichnet das Einschneiden des Gewebes im Abflussbereich des Kammerwassers zur Verbesserung des Abflusses, z. B. bei angeborenen Glaukomformen (entwickelt und 1953 veröffentlicht von dem aus Wien stammenden amerikanischen Augenarzt Otto Barkan). Die Iridotomie ist das Anlegen einer Durchflussöffnung in der Iris zur Verbesserung der Kammerwasserzirkulation bei Engwinkelglaukom. Dabei unterscheidet man zwischen der Laser-Iridotomie, ohne Eröffnung des Augapfels, und der chirurgischen Iridektomie, durch einen Einschnitt am Hornhautrand oder während einer anderen Augenoperation. Die Iridotomie dient vorrangig der Vermeidung eines Glaukomanfalls und nicht der dauerhaften Senkung des Augeninnendrucks und kommt bei Engwinkelsituationen zum Einsatz.
Die Trabekulotomie bezeichnet das Einschneiden des Trabekelwerks zur Verbesserung des Kammerwasserabflusses (siehe Excimerlaser-Trabekulotomie ab interno.) Bei der Trabekulektomie und anderen filtrierenden Eingriffen wird eine künstliche Öffnung der Sklera angelegt, die anschließend locker verschlossen und mit Bindehaut überdeckt wird. Bei der nicht-filtrierenden Kanaloplastik wird der Schlemm'sche Kanal aufgedehnt.
Die Mikroinvasive Glaukomchirurgie (MIGS) gehört zu den in den letzten Jahren immer beliebter gewordenen OP Techniken, die den großen Vorteil haben, ambulant durchgeführt werden zu können, da die Risiken deutlich überschaubarer sind. Hinsichtlich der Drucksenkung sind MIGS nicht so erfolgreich wie die klassische Trabekulektomie. Meist muss nach der Operation eine medikamentöse Tropftherapie durchgeführt werden. Beispiele für MIGS sind der XEN Stent (Abfluss unter die Bindehaut wie bei der Trabekulektomie mit Ausbildung eines Filterkissens), iStent (trabekulärer Bypass: ins Trabekelwerk gesetztes Mikroimplantat) und das Cypass Implantat (Kammerwasser wird zur Aderhaut geleitet: „uveoskleraler Abfluss“), welches wegen des Langzeitrisikos einer möglichen Hornhautschädigung im September 2018 vom Markt genommen wurde.
Es existiert eine Reihe weiterer Verfahren, die zur Behandlung des Glaukoms genutzt werden: Zyklodestruktive Eingriffe nutzen die Zerstörung eines Teils des Ziliarkörpers, der das Kammerwasser produziert (Zyklophotokoagulation mit Laser (CPK) oder Zyklokryokoagulation mit Kälte). Bei der Argonlaser-Trabekuloplastik (ALT oder ALTP) wird durch gezieltes Setzen von Narben im angrenzenden Gewebe ein Aufdehnen des Maschenwerks im Abflussbereich des Kammerwassers erreicht. Die selektive Laser-Trabekuloplastik (SLT) nutzt niederenergetische Laserimpulse und führt nicht zu Vernarbungen. Der Wirkmechanismus ist nicht vollständig geklärt.

## Hornhaut-Chirurgie
- penetrierende Keratoplastik (PK) – die Hornhaut-Transplantation, wird angewandt, um eine erkrankte Cornea durch eine Spender-Cornea zu ersetzen.
- lamelläre Keratoplastik – Ersetzen nur einer Schicht (Lamelle) der Hornhaut durch Spendergewebe
- Keratoprothese (teilweise experimentell) – Einsetzen nicht kornealen (nicht zur Hornhaut gehörenden) Materials (künstlich, Zahn o. ä.) als Hornhautersatz.
- phototherapeutische Keratektomie (PTK) – gezieltes Verdampfen des getrübten Hornhautgewebes mittels Laser.
- Pterygium-Entfernung, Ausschneidung des vorwachsenden Gewebes (mit/ohne Bindehauttransplantion) oder Antimetaboliten
- Keratographie (Hornhauttätowierung) – kosmetisches Rekonstruktionsverfahren bei einer Reihe von Krankheitsbildern

## Glaskörper- und Netzhaut-Chirurgie
Ausgangspunkt der meisten Netzhauteingriffe ab interno ist die Vitrektomie, die möglichst vollständige Entfernung des Glaskörpers. Sie wird als
pars-plana-Vitrektomie (PPV) über die pars-plana-Zone zwischen Netzhaut und Ziliarkörper durchgeführt und dient dem Zugang zur Netzhaut. Ihr folgen abhängig von der Indikation (zum Beispiel Netzhautablösung, epiretinale Gliose, Makulaforamen) weitere indikationsspezifische Schritte (zum Beispiel Peeling epiretinaler Membranen und der Glaskörpergrenzmembran (ILM), Endolaser, Kryokoagulation). In Situationen, bei denen eine Netzhautablösung droht, wird zum Ende der Operation ein Glaskörperersatz durch Gase oder spezielle Flüssigkeiten (z. B. Silikonöl) durchgeführt. Dies hat das Ziel die Netzhaut postoperativ zu fixieren. Die pneumatische Retinopexie nutzt die Eingabe von Luft in den Glaskörperraum, um eine Wiederanlage der Netzhaut von innen zu erreichen und kann in bestimmten Situationen als vergleichsweise kleiner Eingriff durchgeführt werden. Eine Sonderform der Vitrektomie ist die Open-sky-Vitrektomie durch Zugang über die vorher entfernte Hornhaut.
Zur Behandlung der Netzhautablösung ab externo werden eindellende Verfahren (Buckelchirurgie) angewandt, bei denen ein Eindellen der Sklera von außen eine Wiederanlage der Netzhaut erreicht. Als Buckel werden Plomben, meist schwammartiger Kunststoff, und Cerclage, ein Kunststoffband, das wie ein Gürtel zirkulär um den Augapfel gelegt wird, genutzt.
Photo- bzw. Laserkoagulation und Kryokoagulation (Kälte) sind zwei Verfahren mit dem gemeinsamen Ziel, durch gezieltes Setzen von Netzhautnarben eine Verbesserung der Anheftung oder eine Verminderung des Sauerstoff- und Nährstoffbedarfs zu bezwecken. Sie werden beispielsweise zur Behandlung von Netzhautrissen genutzt.

## Refraktive Chirurgie
Unter dem Begriff refraktive Chirurgie wird eine Vielzahl grundlegend unterschiedlicher Operationsverfahren an Hornhaut und Linse zusammengefasst, die dem Ziel der Korrektur von Brechungsfehlern (Ametropien) des Auges dienen (zu den Methodendetails siehe refraktive Chirurgie). Es existiert eine Reihe mittlerweile historischer Verfahren (zum Beispiel die konduktive Keratoplastie (CK), Holmium: YAG-Laserthermokeratoplastik, radiale Keratotomie (RK) oder Epikeratophakie). Als Routineverfahren werden Laserablationsverfahren an der Hornhaut angewandt (laser assisted in-situ keratomileusis (LASIK), laser assisted sub-epithelial keratomileusis (LASEK), auch Epi-LASIK, photorefraktive Keratektomie (PRK)). Sie beeinflussen durch Änderung der Hornhautkrümmung ihre dioptrische Wirkung.
Weitere refraktivchirurgische Prinzipien an der Hornhaut sind Einschnitte, die durch Veränderung der Hornhautspannung die Krümmung verändern (limbale relaxierende Incision (LRI), astigmatische Keratotomie (AK), arcuate Keratotomie oder transverse Keratotomie) und die Implantation cornealer Ringsegmente (Intacs).
Bei linsenchirurgischen Eingriffen wird eine Kunstlinse mit definierter Brechkraft in das Auge implantiert, entweder nach Entfernung der natürlichen kristallinen Linse in den Kapselsack, als „Huckepack-Linse“ zwischen Regenbogenhaut und Linse oder als Iris-Clip-Linsen an der Vorderseite der Regenbogenhaut.
Es existieren, teils experimentell, Verfahren zur Behandlung der Presbyopie (zum Beispiel KAMRA-Implantat oder akkommodative Kunstlinse).

## Augenlid-Operationen
- Ptosis-Operation durch Faltung oder Verkürzung des Musculus levator palpebrae superioris oder Levatorsuspension durch Aufhängung des Lides brauennah
- operative Entfernung von Chalazion und Tumoren
- Verschiebeplastik (Tenzelplastik)
- tarsomarginale Transplantationen (nach Hübner)
- freie Hauttransplantationen
- Ober- und Unterlidverlängerung
- Lidspaltenverkleinerungen
- Tarsoraphie (Vernähung von Ober- und Unterlid)
- Blepharoplastik (plastische Hautauschneidung)
- Laser-Behandlung zur Entfernung von Xanthelasmen

## Tränenwegs-Operationen
- endoskopische Tränenwegsoperation
- Tränenwegsoperation nach Toti
- Dauersonde nach Remky

## Augenmuskeloperationen
Operationen an den Augenmuskeln werden zur Korrektur von Schielen (Strabismus), Augenzittern (Nystagmus) und okulär bedingten Kopfzwangshaltungen durchgeführt. Die operative Korrektur des Schielens wird auch als Schieloperation bezeichnet. Ihre Durchführung kann in jedem Alter notwendig werden und kommt in Betracht, wenn das Ausmaß eines Schielwinkels die Entwicklung bzw. Wiederherstellung von Binokularsehen nicht zulässt oder eine zentrale Fixation unmöglich macht. Zudem spielen auch kosmetische Erwägungen eine Rolle. Durch unterschiedliche Verfahren wird Einfluss auf die Wirkungsweise eines oder mehrerer Augenmuskeln genommen. Folgende Prinzipien bilden hierfür die Grundlage: Veränderung der Muskelkraft, Veränderung der Exkursionsfähigkeit, Veränderung der Abrollstrecke, Veränderung der Bulbusstellung sowie Veränderung der Muskelzugrichtung.
In der Regel ist das Ziel solcher Operationen primär eine funktionelle Verbesserung und erst in zweiter Hinsicht eine kosmetische.

## Okuloplastik

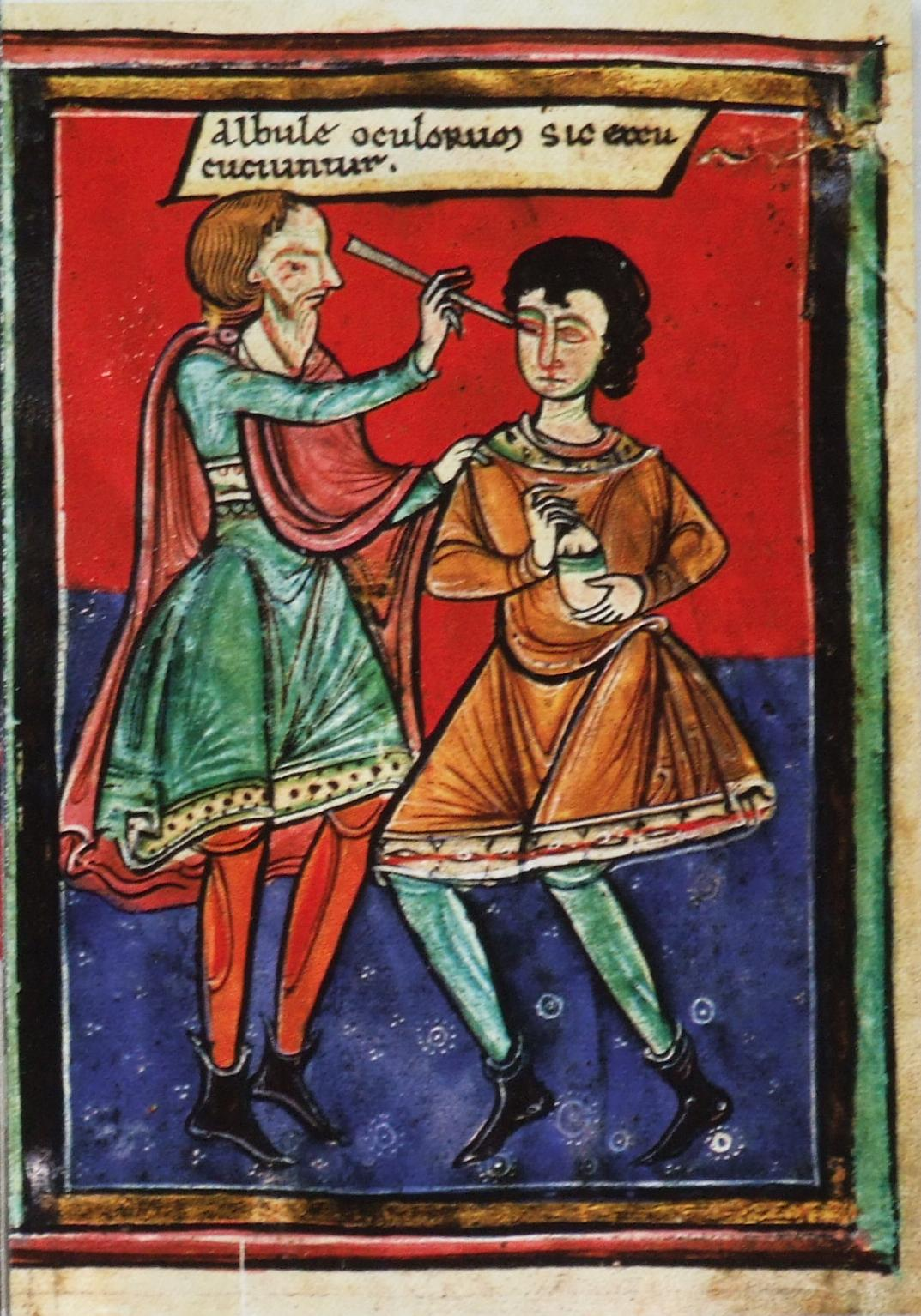
Augenoperation im Mittelalter

- Blepharoplastik, zahlreiche Operationsverfahren zur Korrektur der Lidhaut oder Lidstellung.
- Entfernen des Augapfels
  - Enukleation – Entfernen des Augapfels und Belassen von Augenmuskeln und übrigem orbitalen Inhalt mit oder ohne Einsetzen einer Führungsplombe für ein später außen aufgesetztes Kunstauge.
  - Eviszeration – Entfernen des Augapfel-Inhalts, die Sklera bleibt erhalten. Zur Reduzierung von Schmerz in einem blinden Auge.
  - Exenteration – Entfernen des Auges und des orbitalen Inhalts, inkl. extraokularer Muskeln, Fett und Bindegewebe; in der Regel bei bösartigen Tumoren.

## Bestandteil der Facharztausbildung
Um zur augenärztlichen Facharztprüfung zugelassen zu werden, müssen die Ärzte die Erfüllung eines Untersuchungs-, Behandlungs- und Operationskataloges nachweisen. Dieser ist aufgeführt in der Dokumentation der Weiterbildung gemäß (Muster-)Weiterbildungsordnung (MWBO).